# Joodse begraafplaats (Beesd)
Aan de Parkweg in Beesd ligt een kleine Joodse begraafplaats, met dertien graven en één herdenksteen.
De oudste aanwezige grafsteen is uit 1898 , en de jongste uit 1998.
De begravenen behoren allen tot de familie Van Straten of aangetrouwden van deze familie; de begraafplaats was een privébezit van deze familie. De mensen die in Beesd zijn begraven vormen drie generaties van één familie. Opgemerkt moet worden dat er voor de familienaam twee schrijfwijzen zijn, namelijk 'Van Straten' en 'Van Straaten' (dus met één of twee "a"-s). Er zijn ook een aantal echtelieden bekend die beide de naam Van Straten hebben. Dit wijst erop dat er ook huwelijken tussen neef en nicht werden gesloten.
De grafstenen verkeren in slechte staat en de namen zijn soms slecht leesbaar. De grafstenen zijn door het Stenen Archief geïnventariseerd.
| Verkorte stamboom Familie van Straten | Verkorte stamboom Familie van Straten                                                                                           | Verkorte stamboom Familie van Straten | Verkorte stamboom Familie van Straten |
| --- | --- | --- | --- |
| generatie I | generatie II | generatie III | generatie IV |
| NN x NN | Salomon Mozes van Straten x Mijntje Blijdesteijn * ca 1802 + 14-03-1846 xx 04-03-1847 Anna van Buuren * 14-07-1826 + 09-08-1904 | Mozes Salomon van Straten (1) * 26-04-1832 +06-06-1904 x 19-05-1870 Helena Andriessen * 01-02-1841 + 13-04-1919 Haar Hebreeuwse naam is Lea. Deze naam komt ook voor op de grafstenen van de kinderen | Salomon van Straten * 18-07-1873 + 27-11-1965 |
| NN x NN | Salomon Mozes van Straten x Mijntje Blijdesteijn * ca 1802 + 14-03-1846 xx 04-03-1847 Anna van Buuren * 14-07-1826 + 09-08-1904 | Mozes Salomon van Straten (1) * 26-04-1832 +06-06-1904 x 19-05-1870 Helena Andriessen * 01-02-1841 + 13-04-1919 Haar Hebreeuwse naam is Lea. Deze naam komt ook voor op de grafstenen van de kinderen | Hartog van Straten *20-10-1874 +14-11-1960 |
| NN x NN | Salomon Mozes van Straten x Mijntje Blijdesteijn * ca 1802 + 14-03-1846 xx 04-03-1847 Anna van Buuren * 14-07-1826 + 09-08-1904 | Mozes Salomon van Straten (1) * 26-04-1832 +06-06-1904 x 19-05-1870 Helena Andriessen * 01-02-1841 + 13-04-1919 Haar Hebreeuwse naam is Lea. Deze naam komt ook voor op de grafstenen van de kinderen | Rozina van Straten * 22-11-1875 +04-01-1965 |
| NN x NN | Salomon Mozes van Straten x Mijntje Blijdesteijn * ca 1802 + 14-03-1846 xx 04-03-1847 Anna van Buuren * 14-07-1826 + 09-08-1904 | Maria Adriana van Straten (1) * 17-11-1838 + 06-01-1902 x 16-11-1864 Samuel van Straten * 06-06-1837                                                                                                  | Mozes van Straten * ca 1874 + 01-07-1938 |
| NN x NN | Salomon Mozes van Straten x Mijntje Blijdesteijn * ca 1802 + 14-03-1846 xx 04-03-1847 Anna van Buuren * 14-07-1826 + 09-08-1904 | Maria Adriana van Straten (1) * 17-11-1838 + 06-01-1902 x 16-11-1864 Samuel van Straten * 06-06-1837                                                                                                  | Hartog van Straten * 14-10-1876 + 15-08-1933 |
| NN x NN | Salomon Mozes van Straten x Mijntje Blijdesteijn * ca 1802 + 14-03-1846 xx 04-03-1847 Anna van Buuren * 14-07-1826 + 09-08-1904 | Maria Adriana van Straten (1) * 17-11-1838 + 06-01-1902 x 16-11-1864 Samuel van Straten * 06-06-1837                                                                                                  | Louis van Straten * 27-01-1881 + 19-11-1943 x 08-05-1909 Minna Hes * 10-04-1877 + 25-01-1933 xx > 1933 Catharina Andriessen * 11-02-1886 + 19-11-1943 |
| NN x NN | Salomon Mozes van Straten x Mijntje Blijdesteijn * ca 1802 + 14-03-1846 xx 04-03-1847 Anna van Buuren * 14-07-1826 + 09-08-1904 | Sara van Straten (2) * 28-11-1856 + 13-03-1898 x Benjamin Bouman | |
| NN x NN | Jonas van Straten * ca 1796 + 18-12-1856 x Betje Levison * ca 1798 + 22-11-1876                                                 | Samuel van Straten * 06-06-1837 x 16-11-1864 Maria Adriana van Straten * 17-11-1838 + 06-01-1902 | (zie boven) |
| NN x NN | Jonas van Straten * ca 1796 + 18-12-1856 x Betje Levison * ca 1798 + 22-11-1876                                                 | Mozes van Straten * 09-09-1859 + 14-04-1878 x 16-06-1859 Kaatje Marcus * 04-03-1827 + 22-10-1900 | |
| vet gedrukt zijn de in Beesd begraven personen cursief gedrukt zijn slachtoffers van de Tweede Wereldoorlog die op een gedenksteen worden gememoreerd (niet alle familieleden zijn in deze stamboom opgenomen) | | | |

Beesd kende nooit een zelfstandige Joodse gemeenschap. De Joodse inwoners van Beesd werden daarom in Culemborg begraven, waar ook een Joodse begraafplaats bewaard is gebleven.